# Lista de softwares para geoestatística
A geoestatística é um campo científico recente inserido nas geociências e sistemas de informação geográfica. A grande maioria do software desta área começou a sair no fim da década de 1990 e hoje existem várias dezenas com o progredir da utilização destas metodologias com a perspectiva de modelação de fenómenos físicos. O primeiro grande esforço foi a biblioteca GSLIB mas a sua dificuldade de manipulação levou a que novos projectos fossem sendo divulgados até que eventualmente a geoestatística foi sendo integrada em softwares SIG de maior envergadura. Hoje existe uma seleção extensa de escolha tanto entre softwares comerciais como livres e até de código aberto.

## Bibliotecas

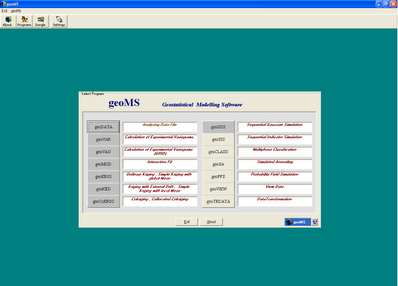
GeoMS

Existem bibliotecas de geoestatística para várias linguagens de programação de alto-nível e de nível mais próximo da máquina:
| software | Plataforma      | Linguagem   | Licença                         | Link |
| -------- | --------------- | ----------- | ------------------------------- | ---- |
| GSLIB    | Multiplataforma | Fortran     | Desconhecido                    | Link |
| GsTL     | Multiplataforma | C++         | GsTL Distribution Licence (BSD) | Link |
| HPGL     | Multiplataforma | Python      | BSD                             | Link |
| mGstat   | Multiplataforma | MatLab      | GPL                             | Link |
| DACE     | Desconhecido    | MatLab      | Desconhecido                    | Link |
| GeoPack  | Multiplataforma | Mathematica | Desconhecido                    | Link |
| geoR     | Multiplataforma | R           | GPL                             | Link |

## Software gratúito especializado
Existem vários sofwares gratuitos de geoestatística especializados muita embora nem todos sejam de código aberto:
| software            | Plataforma      | Descrição | Licença      | Link         |
| ------------------- | --------------- | --- | ------------ | ------------ |
| GSLIB               | Multiplataforma | Pacote de softwares que têm de ser utilizados individualmente. Foi o primeiro grande esforço para se fazer um pacote de geoestatística. | Desconhecido | Link         |
| HPGL-GUI            | Multiplataforma | Projecto com base na biblioteca HPGL com o objectivo de criar um interface gráfico de usuário.                                          | BSD          | Link         |
| S-GeMS              | Multiplataforma | Software de geoestatística com base na biblioteca GsTL.                                                                                 | GPL          | Link         |
| GeoMS               | Windows         | Um dos primeiros softwares de geoestatística para Windows e ainda dos poucos que contêm algoritmos de simulação sequencial directa.     | Desconhecido | Link         |
| gStat               | Multiplataforma | Software para modelação geoestatística multivariada com algoritmos de simulação e estimação.                                            | GPL          | Link         |
| VarioWin            | Windows         | Software para análise e modelação de variogramas em ambientes bidimensionais.                                                           | Desconhecido | Desconhecido |
| DSS student toolbox | Windows         | Conjunto de softwares para simulação com simulação sequencial directa e inversão sísmica.                                               | Desconhecido | Link         |
| GeoPack (software)  | DOS             | Software de modelação em geoestatística da Agência de proteção ambiental dos Estados Unidos.                                            | Desconhecido | Link         |

## Software gratuito

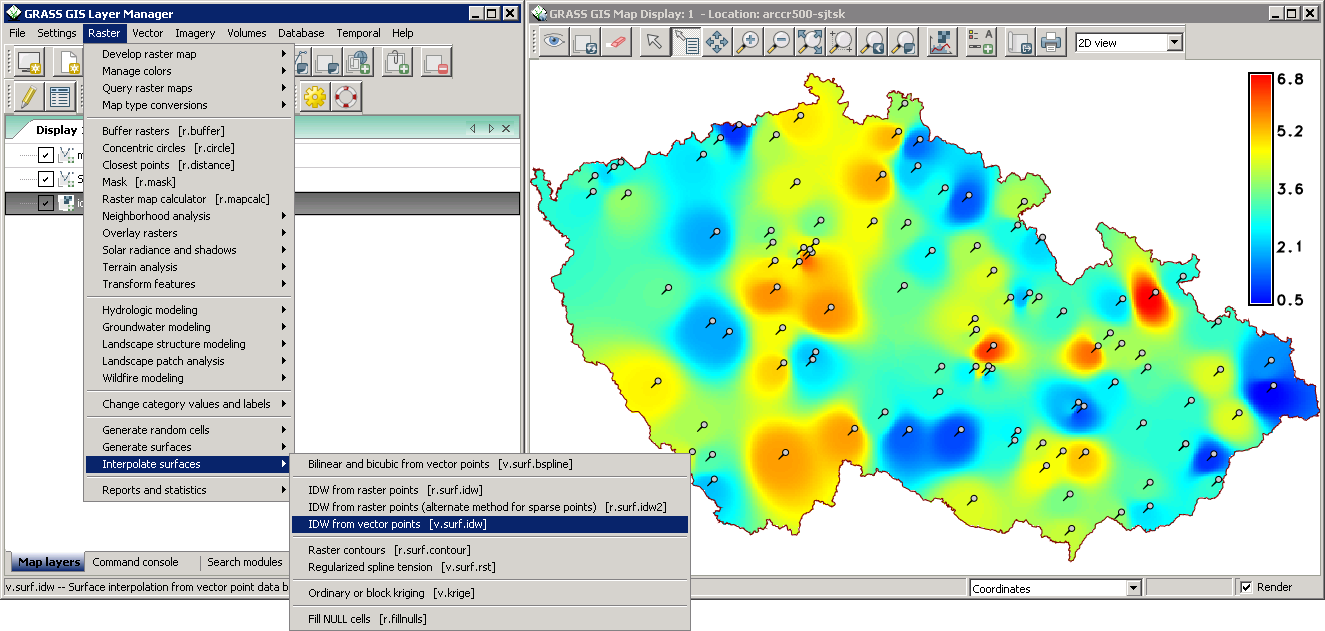
GRASS GIS 6.4

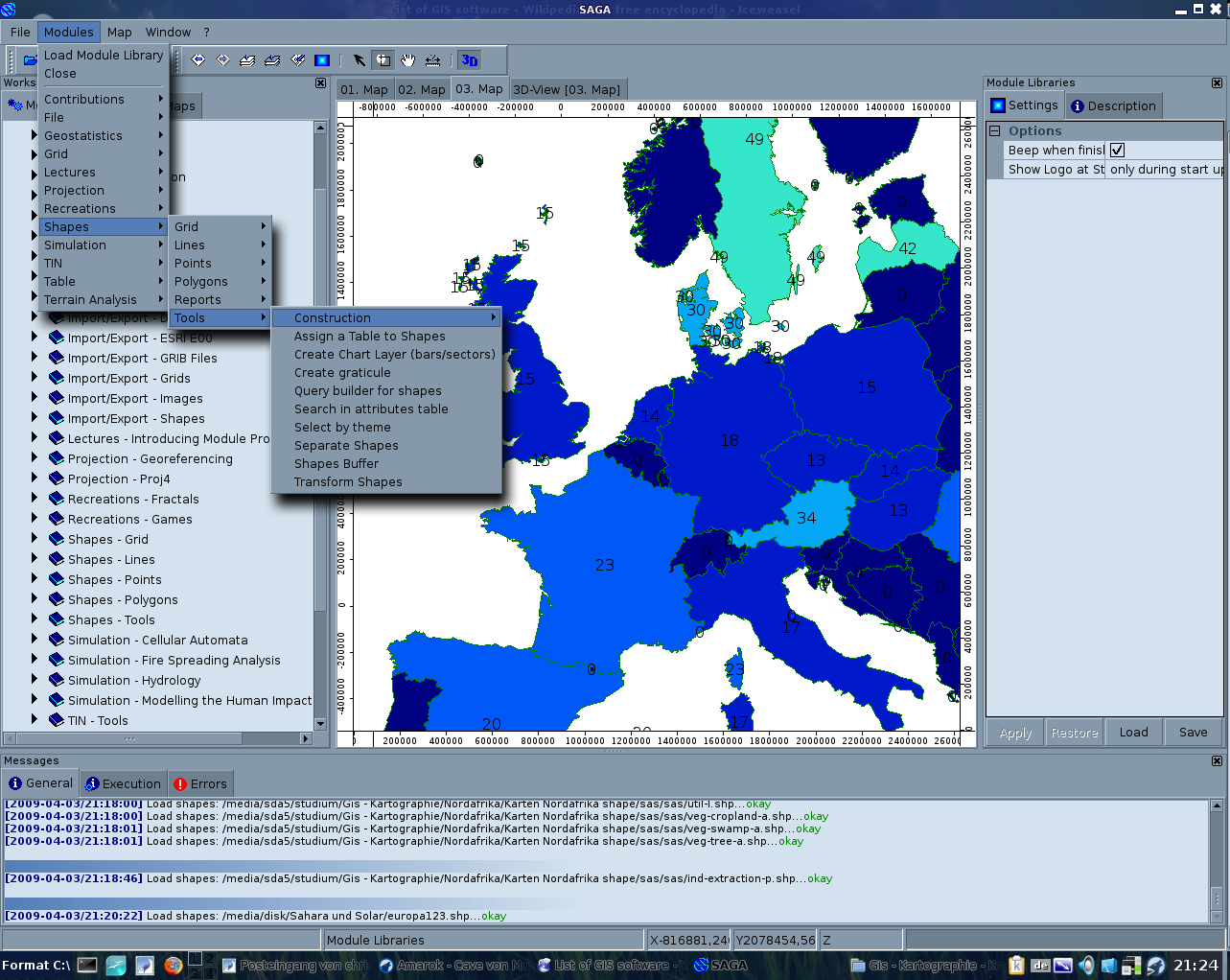
SAGA-GIS v. 2.0.3

Software gratuito com funções de geoestatística se bem que não necessariamente direccionado para esta.
| software | Plataforma      | Descrição                                                                    | Licença | Link |
| -------- | --------------- | ---------------------------------------------------------------------------- | ------- | ---- |
| GRASS    | Multiplataforma | Software de SIG com funções de geoestatística por ligação com a linguagem R. | GPL     | Link |
| SAGA GIS | Windows         | Software de SIG com funções de geoestatística.                               | GPL     | Link |

## Software comercial especializado
Software comercial especializado implica que foram programas desenvolvidos especificamente para modelação em geoestatística.
| software          | Plataforma      | Descrição                                                                                       | Licença   | Link |
| ----------------- | --------------- | ----------------------------------------------------------------------------------------------- | --------- | ---- |
| WinGslib          | Multiplataforma | Software com interface gráfico de usuário para a biblioteca GSLIB.                              | Comercial | Link |
| Isatis (software) | Windows         | Software com interface gráfico com interface directo com software como GemCon Gems e Vulcan 3D. | Comercial | Link |

## Software comercial

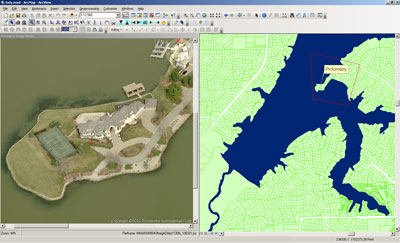
ArcGIS

Software comercial nos quais se encontram funções de geoestatística.
| software  | Plataforma      | Descrição                                                                                 | Licença   | Link |
| --------- | --------------- | ----------------------------------------------------------------------------------------- | --------- | ---- |
| Rockworks | Windows         | Software para modelação geológica com funções de geoestatística.                          | Comercial | Link |
| Surfer    | Windows         | Software de mapeamente e modelação cujo pacote GeoPack trás algoritmos de geoestatística. | Comercial | Link |
| ArcGIS    | Multiplataforma | Conjunto de softwares de SIG com funções de geoestatística.                               | Comercial | Link |